# Reinhardtsgrimma
Reinhardtsgrimma este o comună din landul Saxonia, Germania.